# Acylita cara
Acylita cara är en fjärilsart som beskrevs av William Schaus 1894. Acylita cara ingår i släktet Acylita och familjen nattflyn. Inga underarter finns listade i Catalogue of Life.